# درونتا
درونتا (به لاتین: Derventa) یک شهرک در بوسنی و هرزگوین است که در جمهوری صرب بوسنی واقع شده‌است. درونتا ۵۱۶٬۸۴ کیلومتر مربع مساحت و ۳۰٬۱۷۷ نفر جمعیت دارد.

## خواهرخوانده
شهر پینرولو خواهرخواندهٔ درونتا هست.